# Квентін (Пенсільванія)
Квентін (англ. Quentin) — переписна місцевість (CDP) в США, в окрузі Лебанон штату Пенсільванія. Населення — 755 осіб (2020).

## Географія
Квентін розташований за координатами 40°16′45″ пн. ш. 76°26′7″ зх. д. / 40.27917° пн. ш. 76.43528° зх. д. (40.279276, -76.435223).  За даними Бюро перепису населення США в 2010 році переписна місцевість мала площу 1,65 км², уся площа — суходіл.

## Демографія
Згідно з переписом 2010 року, у переписній місцевості мешкали 594 особи в 262 домогосподарствах у складі 170 родин. Густота населення становила 360 осіб/км².  Було 273 помешкання (165/км²).
Расовий склад населення:
| - 96,6 % — білих - 0,5 % — азіатів - 0,2 % — корінних американців - 0,2 % — чорних або афроамериканців - 1,2 % — осіб інших рас |

До двох чи більше рас належало 1,3 %. Частка іспаномовних становила 2,5 % від усіх жителів.
За віковим діапазоном населення розподілялося таким чином: 20,5 % — особи молодші 18 років, 65,2 % — особи у віці 18—64 років, 14,3 % — особи у віці 65 років та старші. Медіана віку мешканця становила 40,5 року. На 100 осіб жіночої статі у переписній місцевості припадало 87,4 чоловіків;  на 100 жінок у віці від 18 років та старших — 86,6 чоловіків також старших 18 років.
Середній дохід на одне домашнє господарство  становив 65 619 доларів США (медіана — 61 000), а середній дохід на одну сім'ю — 50 887 доларів (медіана — 49 583). За межею бідності перебувало 13,1 % осіб, у тому числі 37,2 % дітей у віці до 18 років та 0,0 % осіб у віці 65 років та старших.
Цивільне працевлаштоване населення становило 298 осіб. Основні галузі зайнятості: освіта, охорона здоров'я та соціальна допомога — 32,9 %, мистецтво, розваги та відпочинок — 26,8 %, роздрібна торгівля — 10,1 %, публічна адміністрація — 7,4 %.